# Biserica fortificată din Bălcaciu
Biserica evanghelică fortificată din Bălcaciu, județul Alba, a fost construită în secolul XV. Figurează pe lista monumentelor istorice 2010, cod LMI AB-II-a-B-00182.

## Istoric și trăsături
Amplasată pe o înălțime în partea de sud-vest a satului Bălcaciu, este o clădire gotică care a suferit în secolul XIX modificări, fiind ridicat un nou turn la 1856, din fortificația veche a bisericii păstrându-se un reduit situat deasupra corului gotic și descărcat pe exterioare construite din zidărie de piatră și cărămidă. Biserica a fost prevăzută cu două curtine de ziduri dispuse concentric, astfel în prima fază (a doua jumătate a secolului XV) o primă curtină de ziduri de formă ovoidală era prevăzută cu un turn de poartă, respectiv în cea de a doua fază (începutul secolului XVI) fiind realizată o a doua curtină exterioară  înzestrată cu șase turnuri de apărare de tip „coajă”, adică cu zidărie doar pe cele trei laturi exterioare, latura interioară fiind lăsată liberă. 
Curtina exterioară a fost prevăzută cu cămări pentru familiile din Bălcaciu, iar turnurile erau prevăzute cu metereze pentru arme de foc. Fortificația era prevăzută cu fântână adâncă de 25 m, cuptor de pâine, râșnițe, ateliere de reparații sau anexe pentru depozite de alimente, fiind pregătită să reziste unor asedii îndelungate.
Fiind unul din cele mai întărite ansambluri de acest gen din zonă, biserica fortificată din Bălcaciu demonstrează puterea materială a comunității locale, care a ridicat și întreținut fortificația.

## Imagini

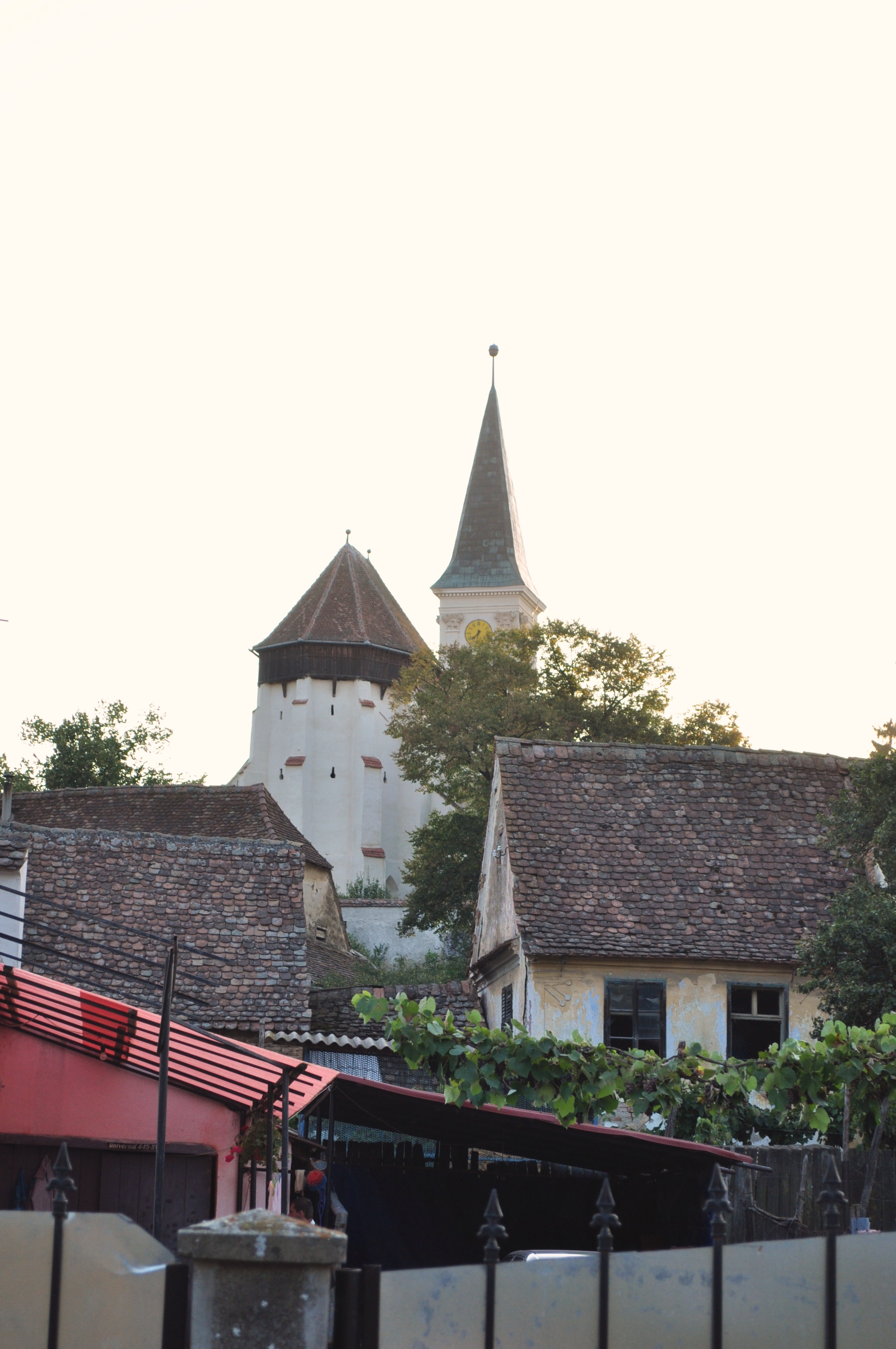
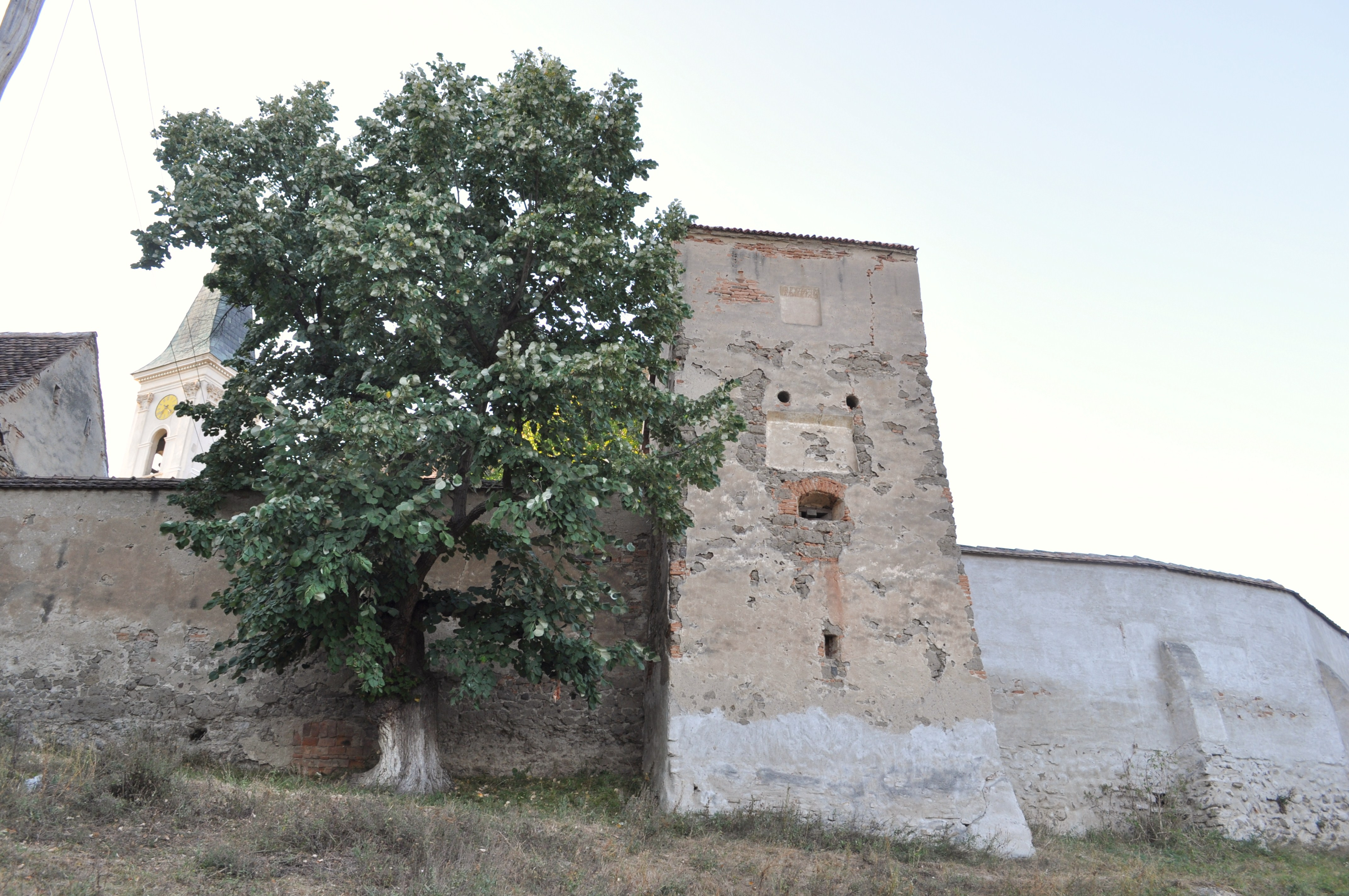
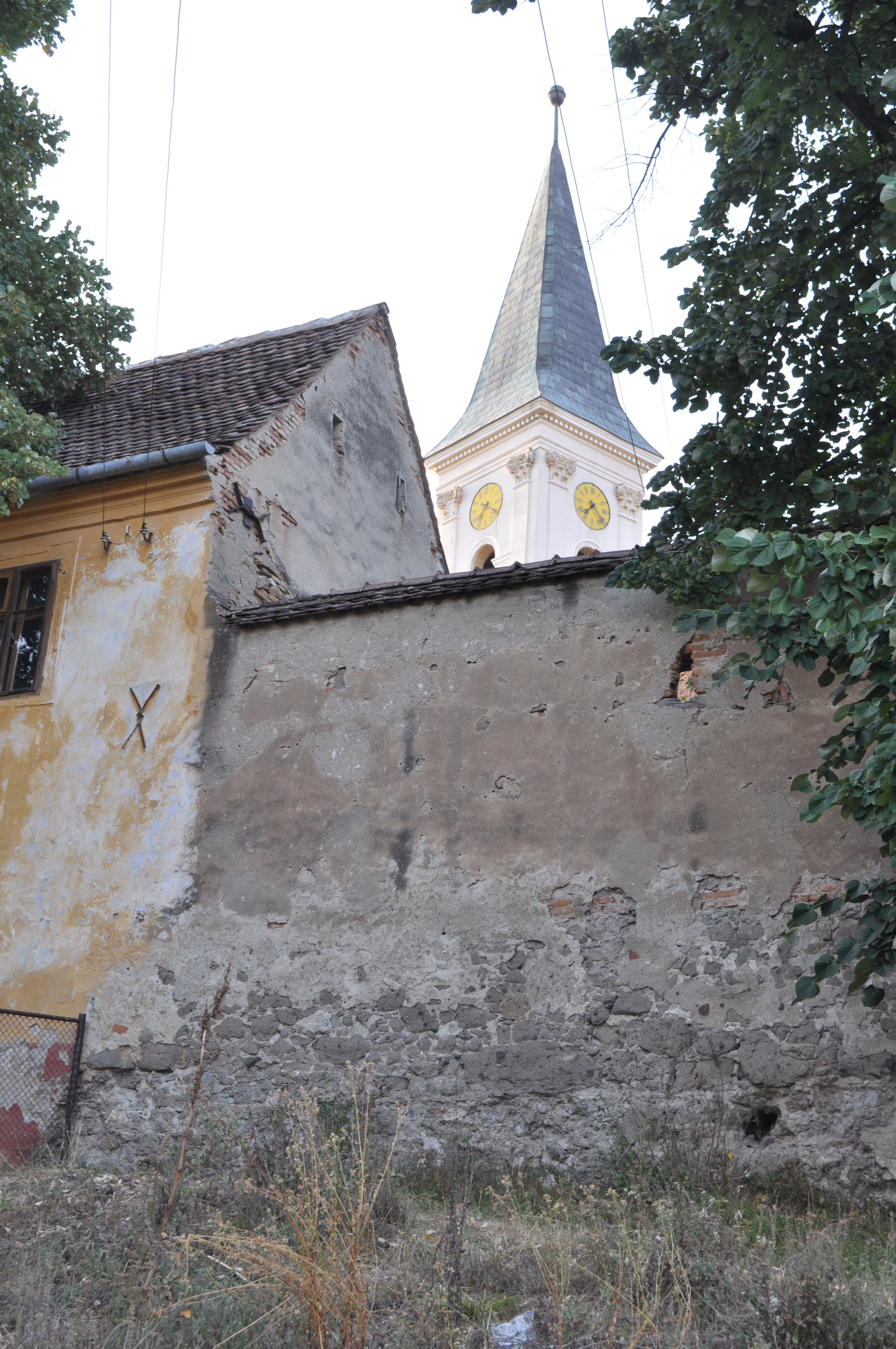
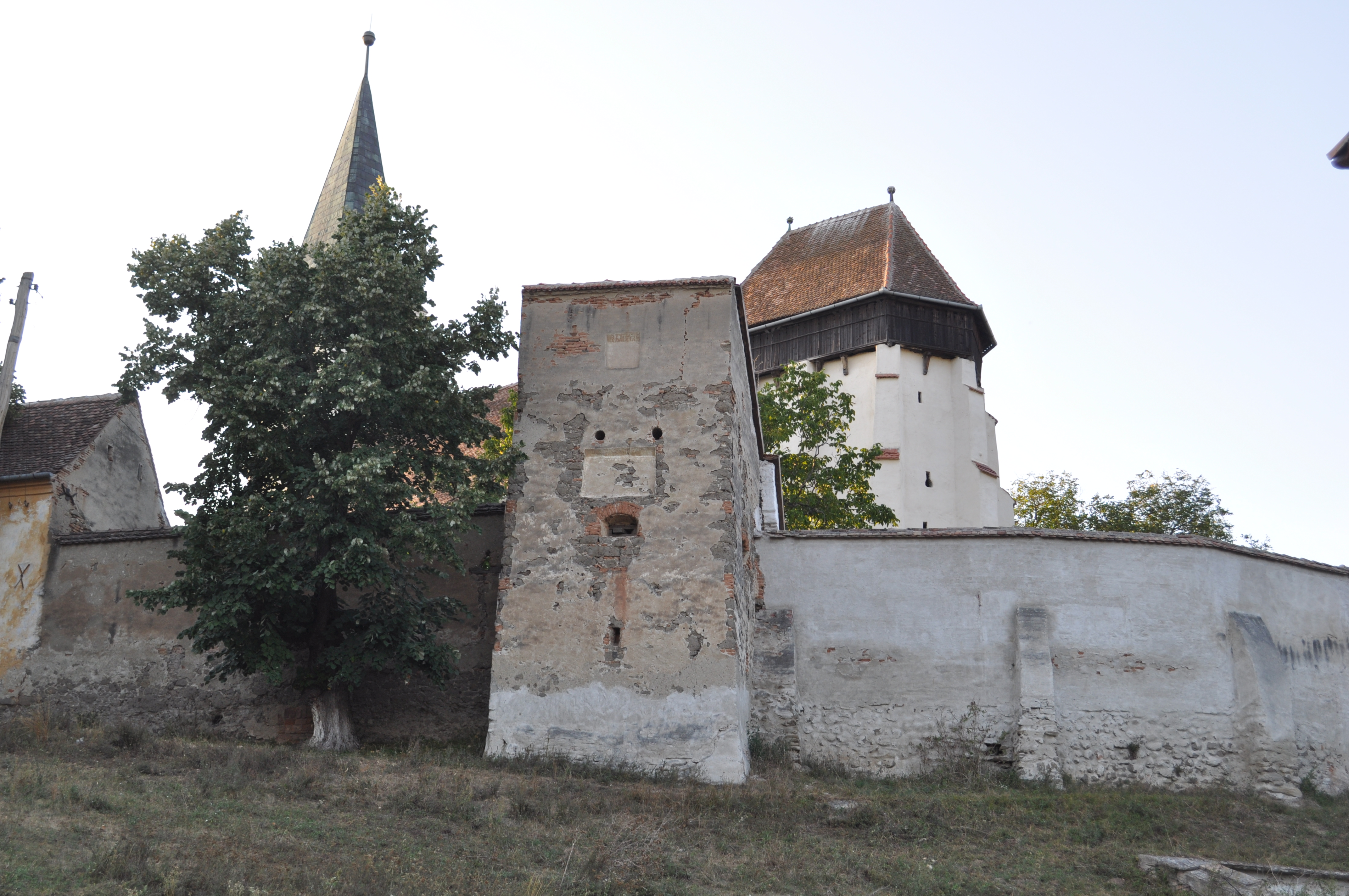
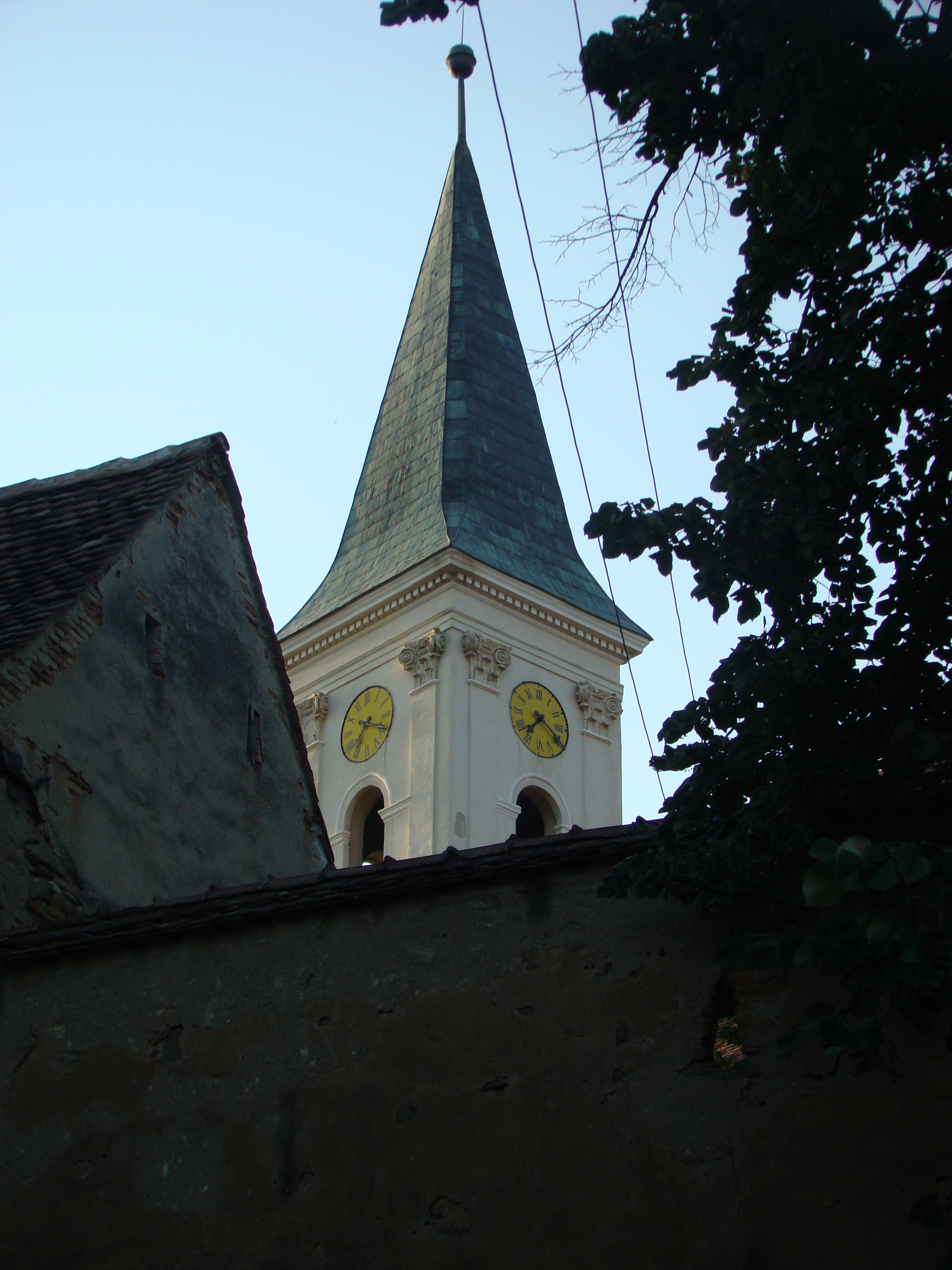
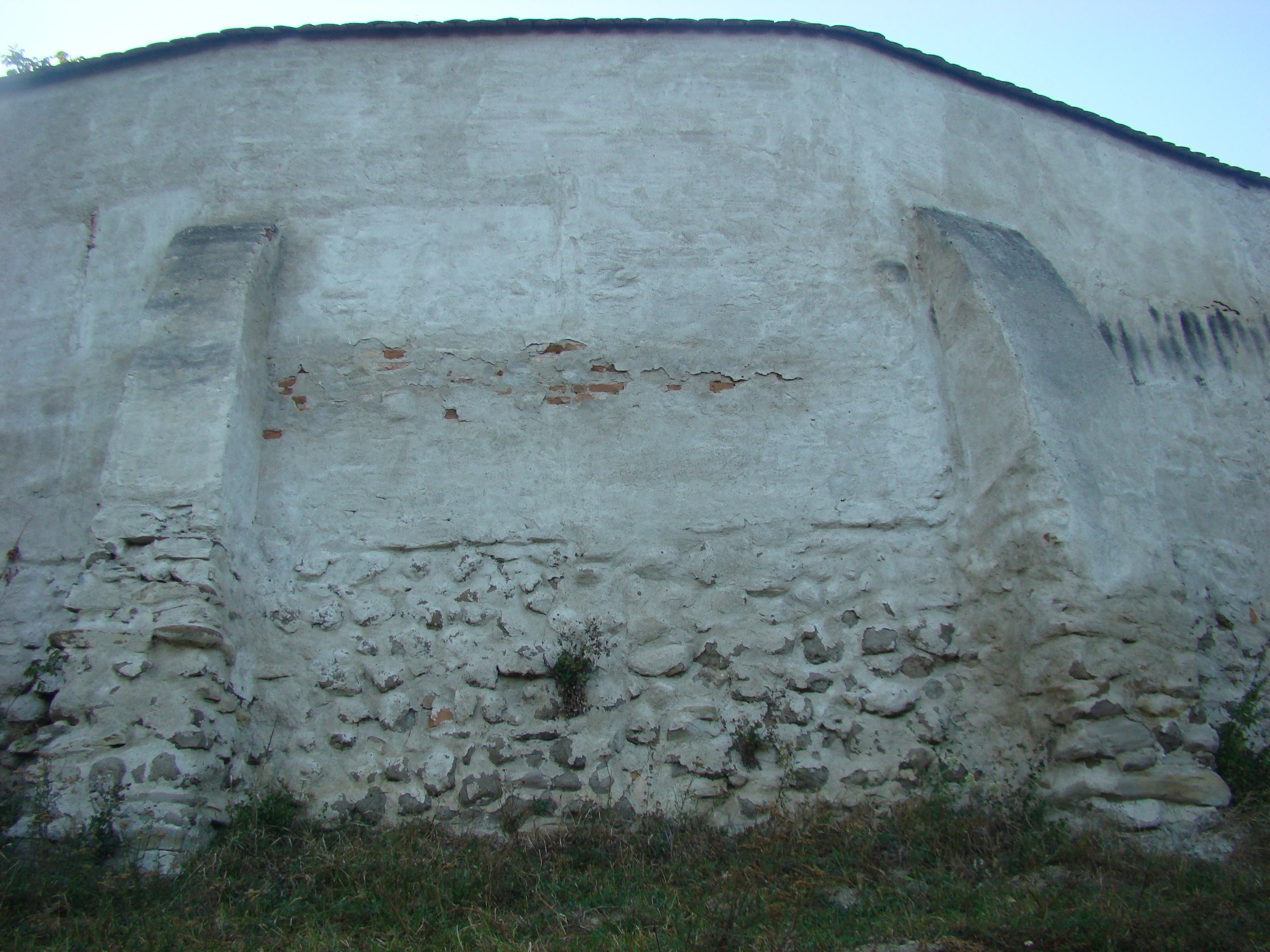
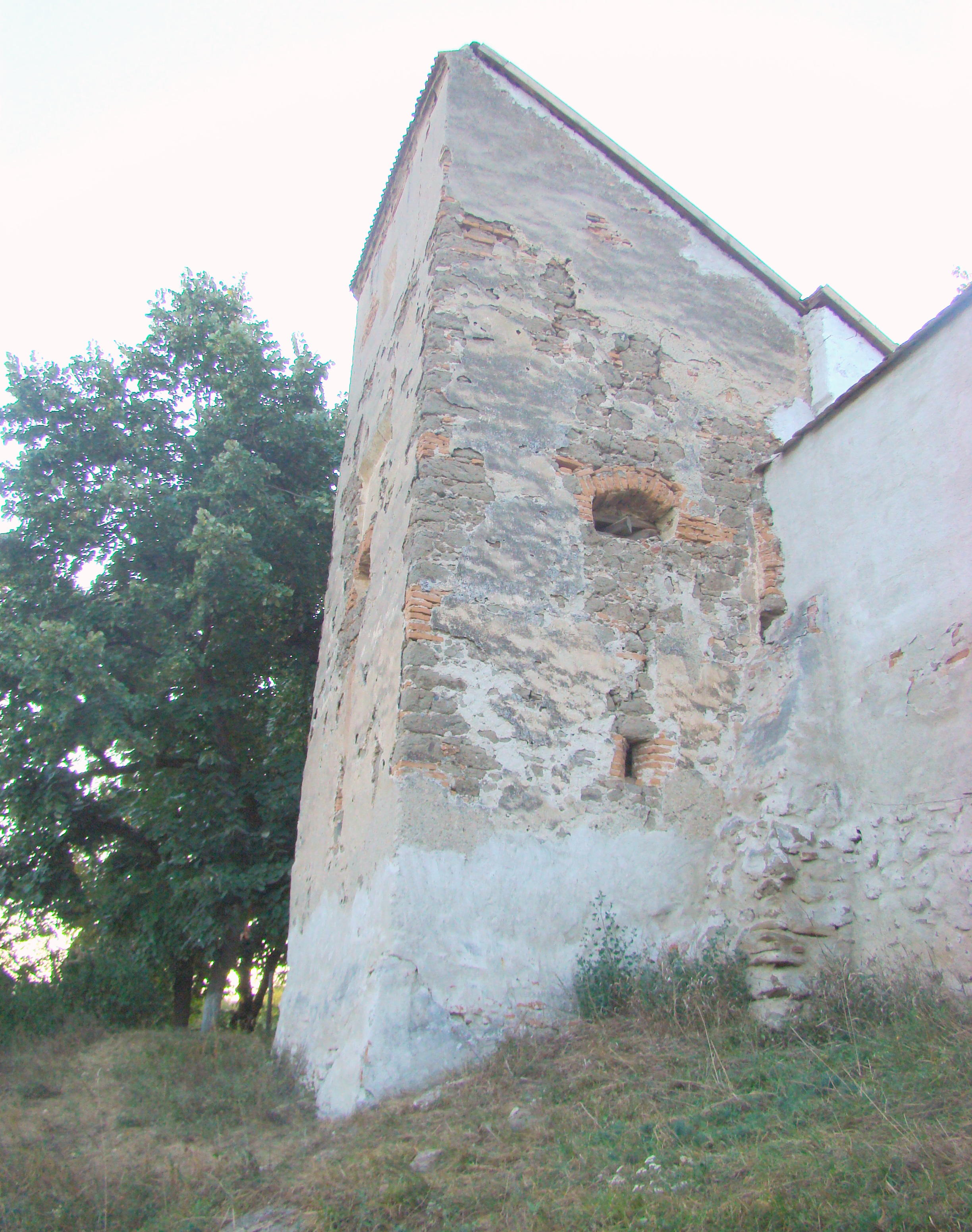
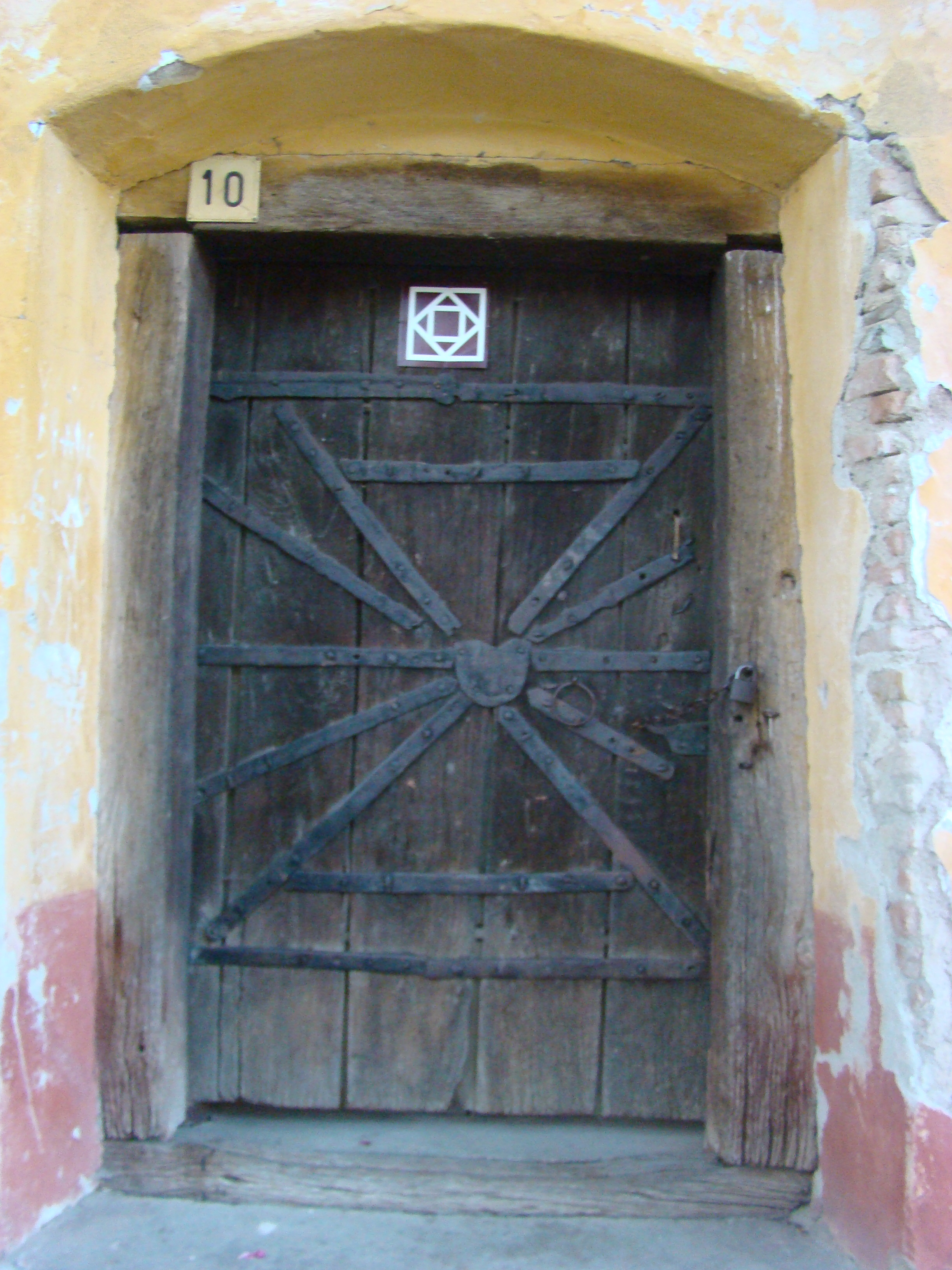
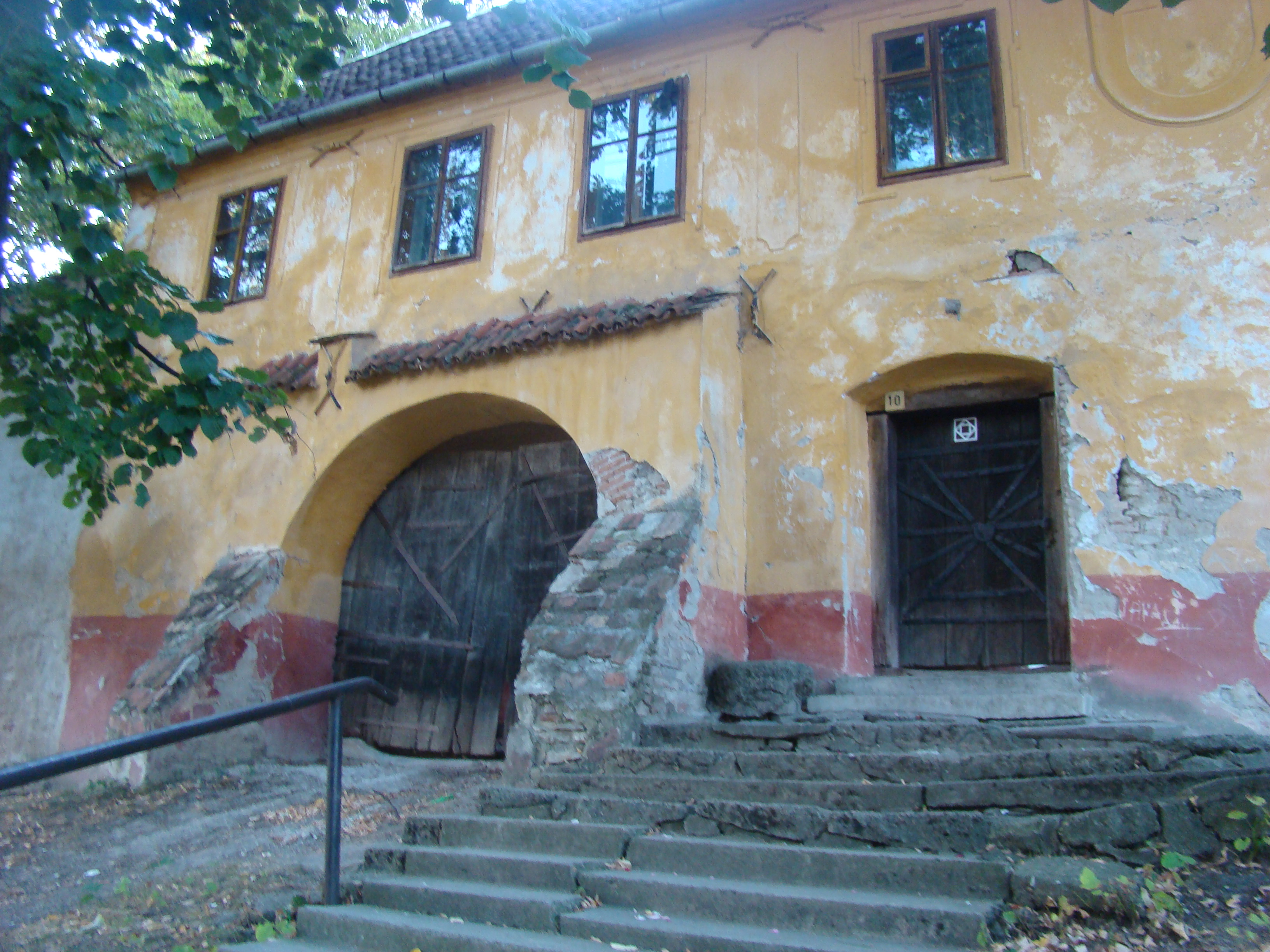
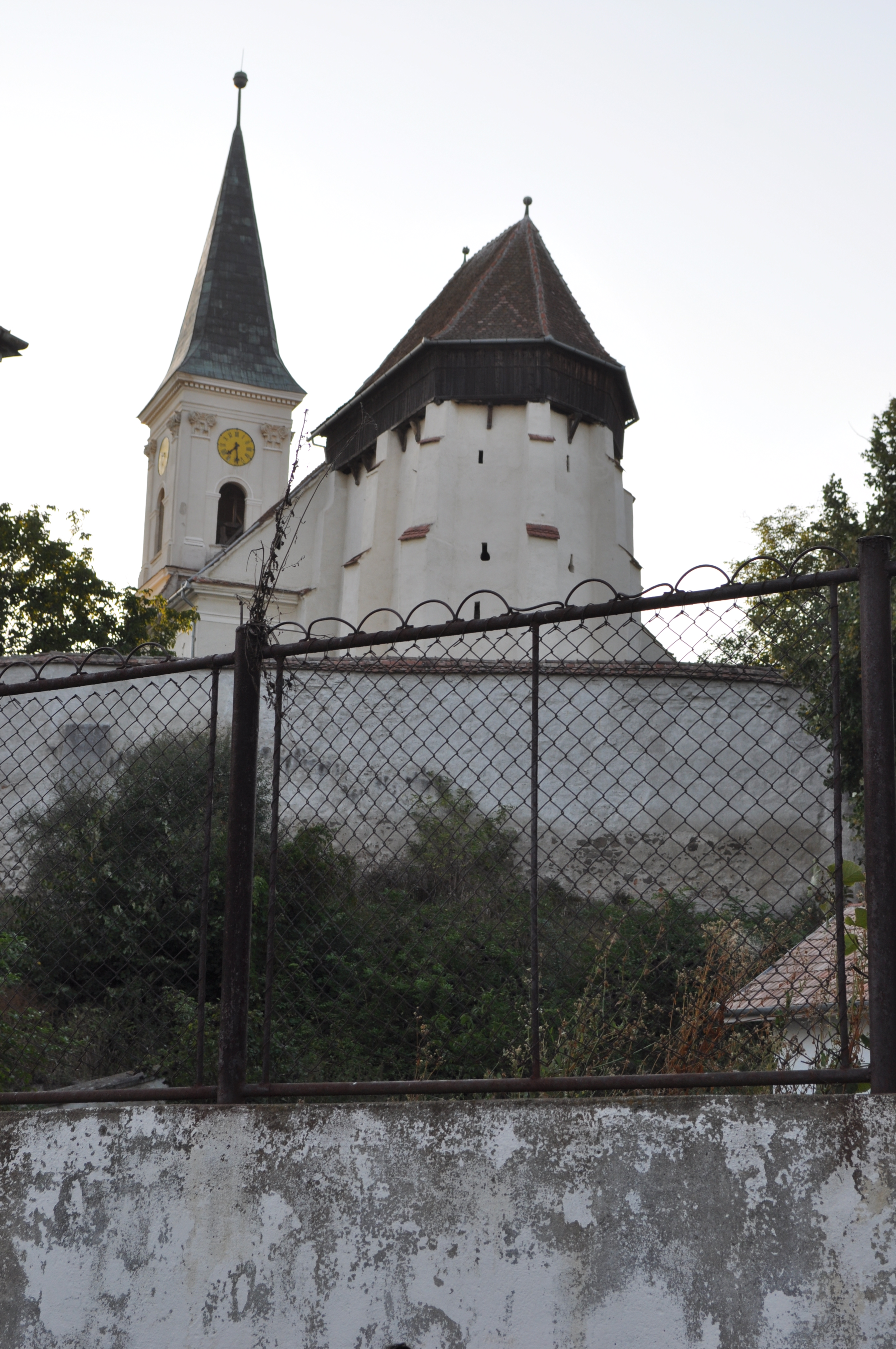
Turnul-clopotniță, nava și o parte din centura de ziduri